# Шашличний регістр

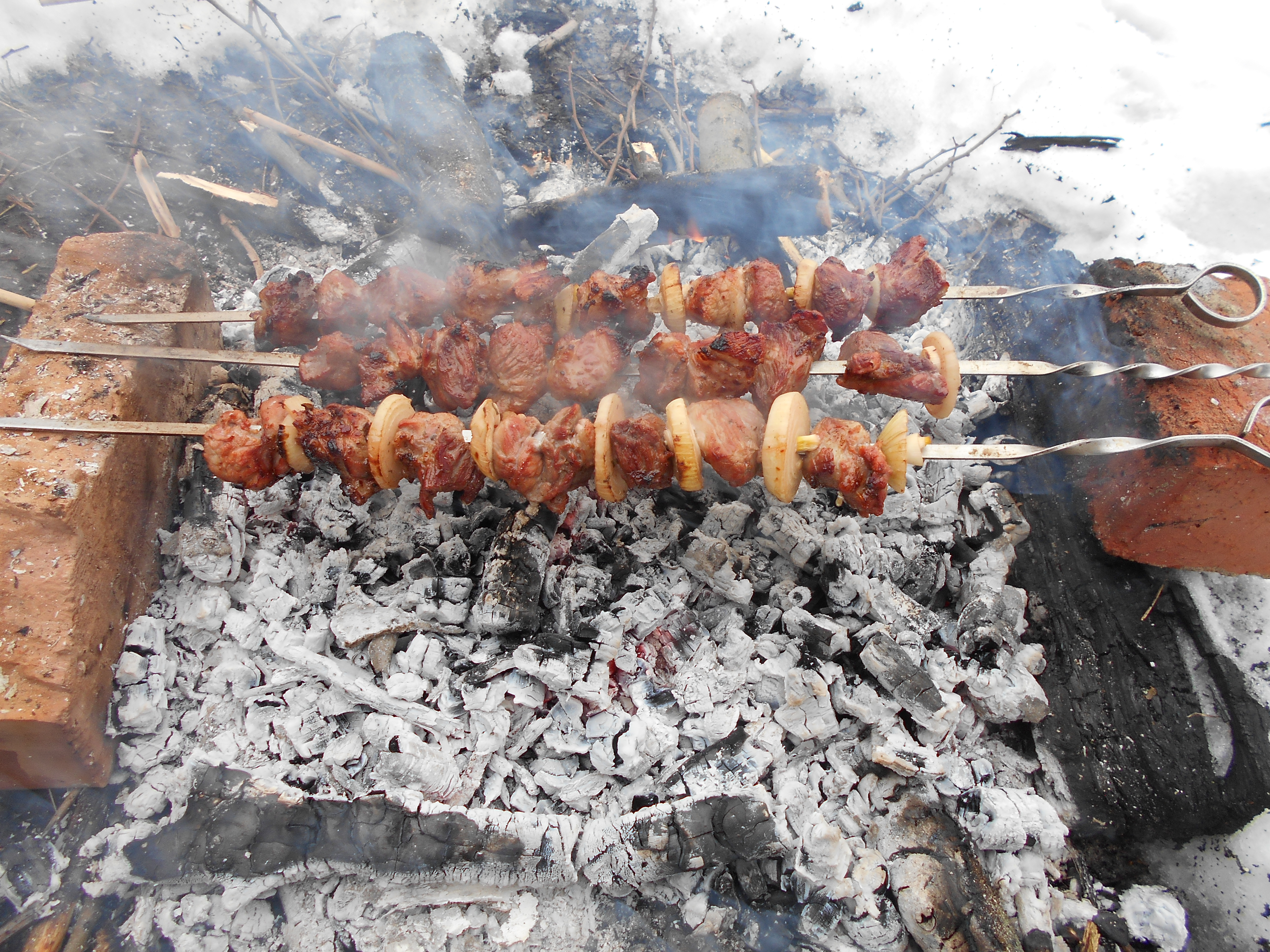
Слова нанизуються на дефіси як шашлик на шампур

Шашли́чний регíстр (англ. spinal-case, kebab-case, lisp-case, Train-Case) — стиль написання, у якому слова розділяються не пробілами, а дефісами (-).
Наприклад: привіт-світ, цю-фразу-написано-у-шашличному-регістрі.

## Застосування
Шашличний регістр застосовується в мові програмування Lisp. Але він неможливий для використання в багатьох інших мовах, у яких дефіс (-) означає операцію віднімання.

## Зноски
1. ↑  Kebab case - MDN Web Docs Glossary: Definitions of Web-related terms | MDN. developer.mozilla.org (амер.). 8 вересня 2023. Процитовано 16 лютого 2024.